# Jošanička Banja
Jošanička Banja (em cirílico: Јошаничка Бања) é uma vila da Sérvia localizada no município de Ráscia, pertencente ao distrito de Ráscia, na região de Ráscia. A sua população era de 1096 habitantes segundo o censo de 2011.

## Demografia
| 1948 | 1953 | 1961 | 1971 | 1981 | 1991 | 2002 | 2011 |
| ---- | ---- | ---- | ---- | ---- | ---- | ---- | ---- |
| 1175 | 1342 | 1332 | 1391 | 1366 | 1296 | 1154 | 1096 |